# Oberndorf in Tirol
Oberndorf in Tirol é uma povoação do distrito de Kitzbühel, na região do Tirol, na Áustria.
Situa-se no vale de Leukental, junto ao rio Kitzbühler Ache, a meio caminho entre Kitzbühel e St. Johann in Tirol.
O município é constituído pela povoação principal e por diversas aldeias adjacentes, subindo até ao cume da montanha Kitzbüheler Horn.
As indústrias mais importantes são o turismo e a pedreira. Até ao século XVIII, era explorada uma mina de cobre chamada Rerobichl.
Oberndorf possui uma estação ferroviária da linha Salzburg-Tiroler-Bahn.

## Filhos da terra
- Alfons Walde (1891-1958), pintor expressionista

## Povoações vizinhas
Going am Wilden Kaiser, Kitzbühel, Reith bei Kitzbühel, St. Johann in Tirol